# 班顿杜
班顿杜，旧称班宁维尔，刚果民主共和国班顿杜省首府，位于3°19′00″S 17°22′00″E / 3.3166667°S 17.3666667°E，距离首都金沙萨约400公里。班顿杜2004年人口117,197人。